# Coming Home (Cinderella)
Coming Home è una canzone del gruppo musicale statunitense Cinderella, pubblicata come terzo singolo dal secondo album della band, Long Cold Winter nel 1989. Ha raggiunto la posizione numero 20 della Billboard Hot 100 e la numero 13 della Mainstream Rock Songs negli Stati Uniti.
Si tratta di una potente ballata in stile blues rock, guidata dal suono di una chitarra a 12 corde. Il cantante Tom Keifer ha ribadito in un'intervista come, in quel periodo, fosse volontà della band sperimentare l'utilizzo di nuovi strumenti organici e acustici.
Il brano è stato utilizzato nella serie televisiva October Road tra il 2007 e il 2008.

## Tracce
7" Single A|B Mercury 872 982-7
1. Coming Home – 4:57
2. Take Me Back – 3:18

## Classifiche
| Classifica (1989)             | Posizione massima |
| ----------------------------- | ----------------- |
| Stati Uniti                   | 20                |
| Stati Uniti (mainstream rock) | 13                |